# Závist
Závist (deutsch Sawist, früher Zawiest) ist eine Gemeinde in Tschechien. Sie liegt sechs Kilometer westlich von Blansko und gehört zum Okres Blansko.

## Geographie

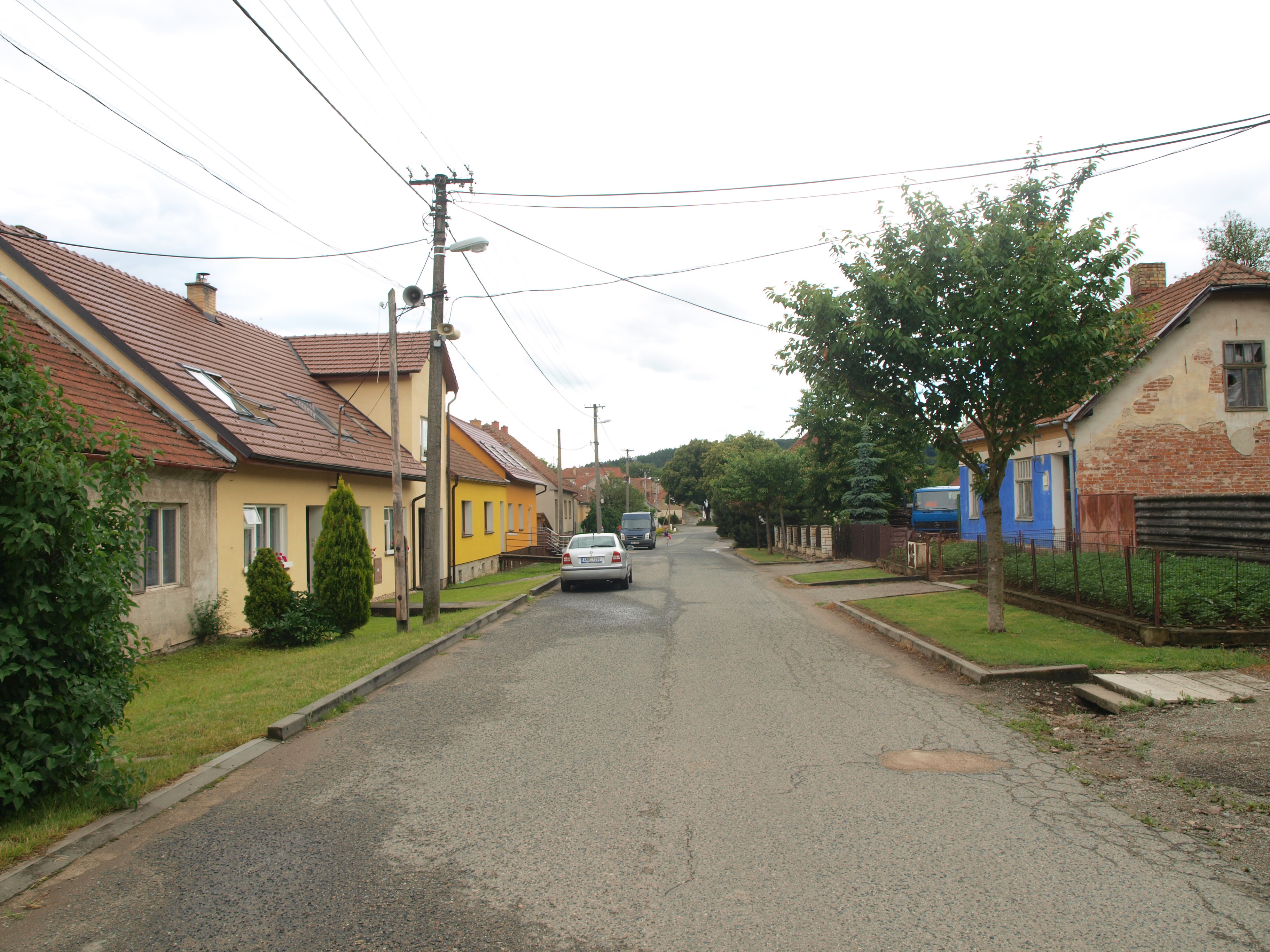
Straße in Závist

Závist befindet sich an einem rechten Zufluss der Lažánka in der Boskowitzer Furche. Das Dorf wird von großen Waldgebieten umgeben. Durch den Ort führt die Schnellstraße R 43/E 461. Nordöstlich erhebt sich der Jedle (561 m), im Südosten der Bukovec (596 m) und südwestlich die Brlůžky (438 m).
Nachbarorte sind Lhotky und Černá Hora im Norden, Jestřebí, Spešov und Dolní Lhota im Nordosten, Blansko im Osten, Hořice, Olešná und Svatá Kateřina im Südosten, Milonice im Süden, Skalička und Újezd im Südwesten, Klučeniny und Hluboké Dvory im Westen sowie Malá Lhota im Nordwesten.

## Geschichte
Das Dorf Závist wurde offiziell im Jahre 1776 gegründet. Aus diesem Jahr stammt auch das älteste Ortssiegel. Zuvor waren entlang der Kaiserstraße zwischen den Hügeln Bouč, Spálená und Pastviska ein Gasthaus, eine Schmiede und etliche Häuser angelegt worden; die kleine Siedlung wurde als Brlohy bezeichnet. Seit 1724 ist auch die Existenz einer Einschicht Závist nachweisbar. Woher sich dieser Name ableitet, ist nicht gesichert. Gepfarrt war das Dorf immer nach Újezd.
Nach der Aufhebung der Patrimonialherrschaften bildete Závist t. Brlohy ab 1850 eine Gemeinde in der Bezirkshauptmannschaft Boskovice. 1854 wurde die Gemeinde dem Gerichtsbezirk Blansko zugeordnet. Seit dem Ende des 19. Jahrhunderts setzte sich der Ortsname Závist durch. 1948 wurde die Gemeinde dem Okres Blansko zugeordnet. Mit Beginn des Jahres 1961 wurde Závist mit Milonice zu einer Gemeinde Milonice-Závist vereinigt. Diese löste sich zum 1. Januar 1992 wieder auf.

## Gemeindegliederung
Für die Gemeinde Závist sind keine Ortsteile ausgewiesen.

## Sehenswürdigkeiten
- Glockenturm der hl. Dreifaltigkeit, 1833 durch Mariana Šumanová errichtet. Die Glocke wurde bereits um 1790 beim Abbruch der Kirche St. Clementí Lipůvka ersteigert und war zuvor an einer hölzernen Gabel vor dem Haus Nr. 13 aufgehängt.
- Sandsteinkreuz am Glockenturm, geschaffen 1857
- runder Brunnen am Dorfplatz, geschaffen 1925, im Jahre 2000 erfolgte eine Sanierung
- Statue Salvator, oberhalb des Dorfes, die Figur, um die sich einige Legenden rankten, wurde gestohlen
- Denkmal für die Opfer des Ersten Weltkrieges, errichtet 1938
- Naturdenkmal Krkatá baba, westlich des Dorfes an der Lubě, Eichenwald um eine Gruppe von Felspfeilern aus rötlichem Brekziengestein, es erhielt seinen skurrilen Namen von einem der Felsen, der einem menschlichen Kopf mit langem Hals ähnelt.